# 26 juin dans les chemins de fer
26 mai 26 juillet
Chronologies thématiques
- Croisades
- Sports
- Disney

Cette page concerne les événements qui se sont déroulés un 26 juin dans les chemins de fer.

## Événements

### XIXesiècle
- 1858. Irlande : ouverture de la section Ballybay-Clones-Lisnaskea du chemin de fer de Dundalk à Enniskillen (Dundalk and Enniskillen Railway).
- 1865. Espagne : ouverture de la section Espulgas-Montblanch du chemin de fer de Montblanch à Lerida (compañia del ferrocarril de Montblanch a Lerida).
- 1871. France : ouverture du chemin de fer de Lourdes à Pierrefitte-Nestalas (compagnie du Midi).
- 1898. France : ouverture des sections Ossès-Saint-Étienne-de-Baïgorry du chemin de fer de Bayonne à Saint-Jean-Pied-de-Port et embranchements, Belvèze-Limoux du chemin de fer de Pamiers à Limoux, et Céret-Arles sur Tech du chemin de fer d'Elne à Arles sur Tech (compagnie du Midi).

### XXIesiècle
- 2003. Royaume-Uni : la Strategic Rail Authority retire à Connex (filiale transport de Veolia) la concession du réseau South Eastern à compter du 31 décembre 2003. On lui reproche un service insuffisant (régularité en pointe de 75,3 %) et de mauvaises performances financières.
- 2006. République populaire de Chine : La nouvelle  gare de Shanghai-Sud a ouvert partiellement au public. Cette gare, qui a comme particularité d'être la première gare circulaire au monde, devrait pouvoir accueillir 16 000 personnes à la fois. L'inauguration officielle a eu lieu le 1er juillet 2006.